# Tipula georgiana
Tipula georgiana är en tvåvingeart som beskrevs av Alexander 1915. Tipula georgiana ingår i släktet Tipula och familjen storharkrankar. Inga underarter finns listade i Catalogue of Life.